# 土地主
土地主（英語：Landlord），又名地主或業主，他們是土地、地皮的業權持有人，通常也是土地使用權的出租者。
成為地主有多種目的：
- 炒家買入等土地升值
- 地產發展商的建屋儲備
- 出租作收租投資

## 例子

### 中國
明朝中葉以後，缙绅地主迅速崛起。士大夫一旦得志，其精神日趋于求田问舍。地主憑藉政治特权，大肆兼并耕地，造成子粒不归于公廪。江浙权豪庄田阡陌连亘，一家而兼十家之产。
在中國大陸的農村，地主即是耕田土地的主人，出租土地給農夫（佃農）耕作，按協議徵收耕作物的百分點作租金。而土地的终极所有者是國家，所以地主也要向中央政府交付地租。一些地主甚至擁有佃農新婚妻子的初夜權。
秦汉以後，朝廷都想辦法抑制地方強豪。對日抗戰期間，國民黨失去對东南沿海通商城市的管控，国民党只能把稅收负担全部移到农村，在這些貧農看來國民黨反倒是土豪劣紳。這也種下日後共產黨得天下的原因之一。1949年國民黨的《中央日报》就曾指斥杜月笙是“买办流氓、土豪劣绅”。當年10月1日中華人民共和國成立後，中共實施土地改革運動將私土盡數收歸國有並武力鎮壓紳士階級，進而出现「四大惡霸地主」的樣板藝術。

### 日本
日本著名土地主家族包括東北三大地主的本間氏、新潟縣的「千町歩」地主市島家和伊藤文吉以及「山林地主」田部長右衛門、堤義明和琉球的不動產商、「軍用地主」竹野家等。此外，日本據有最多土地的500大企業中，三菱地所、JR東海、住友不動產、JR東日本和三井不動產名列前五位。

### 美國
美國土地投資者雜誌《土地情報》長期追踪美國最大土地所有者，並於每年定期公布美國百大地主名單，諸如約翰·馬龍、阿奇·阿尔迪斯·埃默森、里德家族、泰德·透納、斯坦·克倫克、欧文家族、辛格尔顿家族、布拉德·凯利、金牧場、彼得·巴克等企業家或家族長年名列前十。美國的土地主多以農場、牧場為主要投資項目。

### 英國
英國登記在案的50大土地主之中，名列前茅的分別為林業委員會、英國國防部、英國國民信託和蘇格蘭國民信託、王室地產、英国皇家鸟类保护协会、巴克盧公爵、丹麥首富安德斯·霍尔希·波维森、环境、食品和乡村事务部、
阿索爾公爵的信託基金、联合公用事业、西敏公爵、康沃爾公爵以及英格蘭教會等組織。

### 澳大利亞
據2021年1月英國《新政治家》雜誌記載，澳大利亞礦業巨頭吉娜·萊因哈特擁有1200萬公頃的澳洲土地。1992年，其自父親手中繼承了漢考克勘探公司並繼任為董事長。截至2016年，她擁有的土地總量已超過了澳洲國土面積的百分之1.5。其次，創辦於1824年的澳大利亚农业公司為該國最古老的企業之一，於英國大亨喬·劉易斯成為該公司的最大股東後，在昆士蘭和北領地擁有並經營700萬公頃的土地。另外，該國最大的牧業公司北澳大利亞牧業公司持有牧場同樣遍布於昆士蘭、北領地和亞歷山大等地區，總面積約達610萬公頃，與其他澳洲四大農牧家族（Tom Brinkworth、Sterling Buntine、Malcolm Harris、Viv Oldfield）並列該國最大地主之列。

## 延伸閱讀
- 赵冈：〈简论中国历史上地主经营方式的演变 （页面存档备份，存于）〉。
- 赵冈：〈地主经济制质疑 （页面存档备份，存于）〉。
- 赵冈：〈试论地主的主导力 （页面存档备份，存于）〉。